# Bien de confianza
Los bienes de confianza son aquellos cuya utilidad es difícil o imposible de medir por el consumidor tanto antes de su consumo como durante la prestación o inmediatamente después. Para determinar el resultado del producto es necesario el juicio de un experto en dicha materia o el transcurso de un determinado periodo de tiempo, por lo que hacen necesario delegar la valoración de la calidad del servicio en la persona que lo presta y se basan por tanto en la confianza en esta persona. El suministro de este tipo de bienes produce un problema de información asimétrica entre el vendedor y el comprador, que puede impedir una asignación eficiente de los mismos. En determinados servicios médico y farmacéuticos puede ser un elemento útil separar el diagnóstico del tratamiento. El experto en diagnóstico solo recomendará un servicio cuando sea necesario al no tener un incentivo en prescribir más tratamiento de los verdaderamente útiles. Otro tipo de soluciones puede ir orientado a la certificación de calidad de los bienes o servicios. Ejemplos de bienes de confianza incluyen: 
- La educación.
- Las reparaciones de automóviles.
- Los tratamientos médicos.
- Servicios de mantenimiento del hogar, como fontanería y electricidad.
- Servicios legales transaccionales.
- Alimento ecológicos.

Este tipo de bienes fueron definidos por los economistas Darby y Karni en los años 70.